# Municipio de Fishing Creek (condado de Warren)
El municipio de Fishing Creek (en inglés: Fishing Creek Township) es un municipio ubicado en el  condado de Warren en el estado estadounidense de Carolina del Norte. En el año 2010 tenía una población de 1.781 habitantes.

## Geografía
El municipio de Fishing Creek se encuentra ubicado en las coordenadas 36°18′52.54″N 78°0′13.96″O / 36.3145944, -78.0038778.